# William Brymner

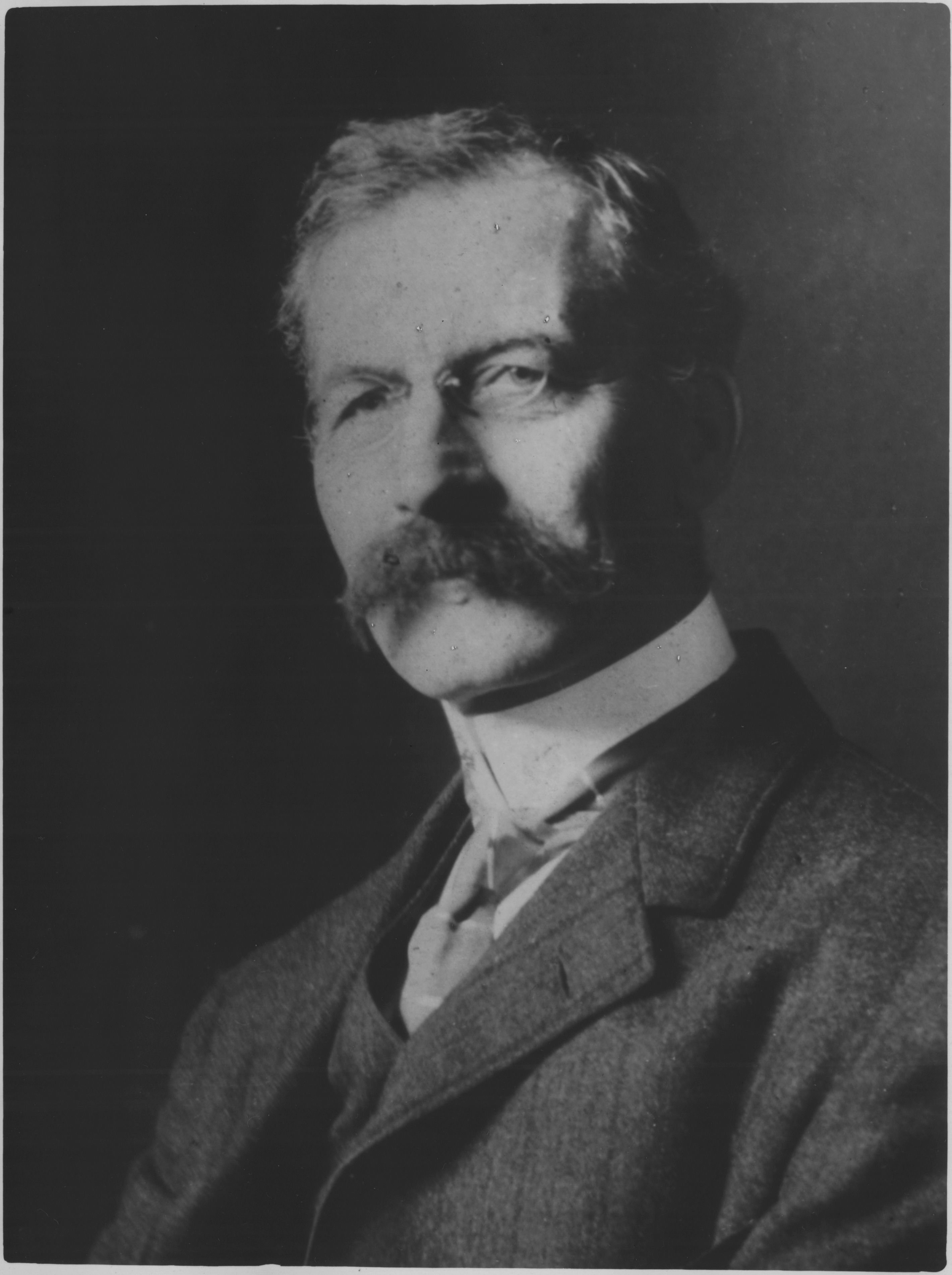
William Brymner, ca. 1920.

William Brymner (* 14. Dezember 1855 in Greenock, Schottland; † 18. Juni 1925 in Wallasey, England) war ein schottisch-kanadischer Figuren- und Landschaftsmaler sowie Kunstpädagoge. Er gilt als eine der einflussreichsten Persönlichkeiten der kanadischen Kunstszene des späten 19. und frühen 20. Jahrhunderts.

## Leben
William Brymner wurde 1855 in Schottland, geboren und zog 1857 mit seiner Familie nach Melbourne, Quebec, Kanada. Im Jahr 1872 zog die Familie Brymner nach Ottawa weiter, da die kanadische Regierung Douglas Brymner eine Stelle als Verwalter des kanadischen Archivs anbot. William Brymner zeigte bereits in jungen Jahren eine ausgeprägte künstlerische Begabung, die er zunächst durch ein Architekturstudium in Montréal ausbildete, bevor er sich der Malerei zuwandte. 1878 ging er nach Paris, um an der renommierten Académie Julian zu studieren. Während seines Aufenthaltes in Frankreich ließ er sich von der Freilichtmalerei der Schule von Barbizon und dem aufkommenden Impressionismus inspirieren.

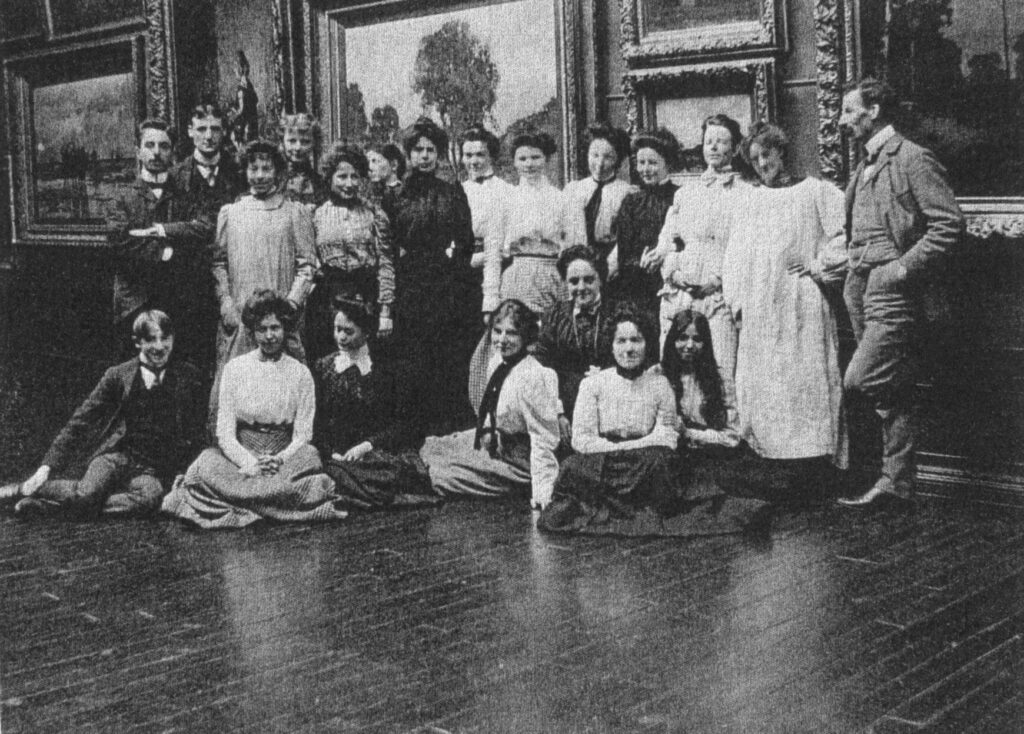
William Brymner mit seinen Studenten an der Art Association of Montreal, 1902.

Im Herbst 1886 nahm William Brymner eine Stelle als Lehrer an der Art Association of Montreal (AAM) an. Dreißig Jahre lang lehrte er an der AAM. In dieser Position unterrichtete er mehrere Generationen von Künstlern. William Brymner hielt gelegentlich Vorträge, in denen er sich unter anderem mit dem französischen Impressionismus auseinandersetzte. Dabei bewertete er sowohl die aktuellen Kunstbewegungen als auch die verschiedenen Kunststile. Brymner vertrat die Ansicht, dass ein Künstler nicht versuchen sollte, einen bestimmten Stil nachzuahmen. Diese Überzeugung hatte entscheidenden Einfluss auf sein eigenes künstlerisches Schaffen, und er riet seinen Schülern zu stilistischer Individualität.
In den späten 1890er Jahren verbrachte William Brymner mehr Zeit in der Region des Sankt-Lorenz-Stroms; 1896 und 1897 besuchte er Beaupré. Im Jahr 1897 besuchte er nochmals Paris und Belgien. Sowohl die Royal Canadian Academy of Arts als auch die AAM veranstalteten jährliche Ausstellungen, an denen William Brymner fast jedes Jahr mit mehreren Werken teilnahm. Er organisierte auch Ausstellungen in privaten Galerien, die manchmal mit dem Hinweis auf seine jüngsten Reisen, wie Sommerreisen nach Frankreich, Holland oder Quebec, beworben wurden. Zu Beginn des Jahres 1900 kehrte William Brymner nach Europa zurück. Er besuchte Venedig mit Maurice Galbraith Cullen und James Wilson Morrice in den Jahren 1901 und 1902, als sie auch nach Florenz reisten.
William Brymners Freundschaft mit Maurice Cullen war eine der wichtigsten seiner späteren Karriere. Sie reisten und stellten nicht nur gemeinsam aus, sondern teilten sich auch Atelierräume. Im Sommer 1905 bezogen sie gemeinsam ein Atelier in Saint-Eustache, einer Stadt in der Nähe von Montreal, die jedoch weit genug von der Stadt entfernt war, um den Künstlern viele ländliche Motive zu bieten. William Brymner wurde 1909 zum Präsidenten der Royal Canadian Academy of Arts gewählt, ein Amt, das er bis 1917 innehatte. Seine Wahl zeigt seine führende Rolle in der kanadischen Kunstszene. Zu seinen Schülern in den frühen 1910er Jahren gehörten Edwin Holgate (1892–1977), Lilias Torrance Newton (1896–1980) und Adrien Hébert (1890–1967).
1917 erlitt William Brymner einen Schlaganfall. Die folgenden drei Monate verbrachte er im Royal Victoria Hospital, bevor er sich auf der Île d’Orléans erholte. Schließlich ging es William Brymner wieder so gut, dass er seine Lehrtätigkeit an der AAM aufnehmen konnte, obwohl er auf einen Stock angewiesen war. Zu seinen Studenten in den letzten Jahren seiner Karriere gehörten Anne Savage (1896–1971), Regina Seiden Goldberg (1897–1991), Prudence Heward (1896–1947) und Robert Pilot (1898–1967).

## Werk
William Brymners Werke umfassen Porträts, Landschaften und Genrebilder. Seine Malerei ist bekannt für ihren Realismus, kombiniert mit einer sensiblen Behandlung von Licht und Farbe. Besonders bemerkenswert ist sein Gemälde A Wreath of Flowers (1884), das den Einfluss der französischen Malerei zeigt. William Brymner hinterließ ein umfangreiches künstlerisches Werk und prägte die kanadische Kunstszene nachhaltig. Sein Einfluss auf nachfolgende Generationen von Künstlern wird durch seine Rolle als Lehrer und Mentor unterstrichen.

## Schüler
Zu William Brymners Schülern und Schülerinnen zählten:
- Nora Collyer (1898–1979)
- Emily Coonan (1885–1971)
- Clarence Gagnon (1881–1942)
- Charles Gill (1871–1918)
- Prudence Heward (1896–1947)
- Randolph Hewton (1888–1960)
- Edwin Holgate (1892–1977)
- Mabel Lockerby (1882–1976)
- John Young Johnstone (1887–1930)
- Mabel May (1877–1971)
- Helen McNicoll (1879–1915)
- Kathleen Morris (1893–1986)
- Lilias Torrance Newton (1896–1980)
- A. M. Pattison (1860–1952)
- Robert Wakeham Pilot (1898–1967)
- Sarah Robertson (1891–1948)
- Arthur Dominique Rozaire (1879–1922)
- Anne Savage (1896–1971)
- Ethel Seath (1879–1963)